# الکساندر باتیشچف
الکساندر باتیشچف (اوکراینی: Олександр Володимирович Батищев؛ زادهٔ ۱۴ سپتامبر ۱۹۹۱) بازیکن فوتبال اهل اوکراین است.
از باشگاه‌هایی که در آن بازی کرده‌است می‌توان به باشگاه فوتبال اورداباسی، باشگاه فوتبال شاختار دونتسک، باشگاه فوتبال استال آلچفسک، باشگاه فوتبال بلشیتا بابرویسک، باشگاه فوتبال زوریا لوهانسک، و باشگاه فوتبال گومل اشاره کرد.